# Nicostratos (roman)
Pour les articles homonymes, voir Nicostratos.
Nicostratos est un roman d'Éric Boisset paru aux éditions « Classique et contemporain ».

## Résumé
Yannis Voutyras vit avec son père sur une petite île grecque de la mer Ionienne. Marginalisé, il ne fréquente pas l'école et passe ses journées à remailler des filets et à cultiver le jardin. Un jour, il recueille un oisillon agonisant qu'il échange au capitaine d'un bateau contre la croix d'or qui lui venait de sa mère défunte. C'est le début d'un affrontement père-fils au terme duquel chacun fera un pas vers l'autre, renouant le fil d'un dialogue rompu.

## Prix
- Prix PEEP 1997.
- Prix Jeunesse du Festival international de géographie de Saint-Dié-des-Vosges 1998
- Prix des Dévoreurs de Livres 1998.

## Adaptation cinématographique
L’adaptation au cinéma de ce roman, Nicostratos le pélican par le réalisateur Olivier Horlait en collaboration avec l’auteur a été suivie d’un tournage sur les îles de Milos et Sifnos, avec Emir Kusturica dans le rôle de Démosthène. Les pélicans du Parc des oiseaux de Villars-les-Dombes, qui ont participé au tournage du film Le peuple migrateur sont restés quatre mois dans les Cyclades pour les besoins du film. Sortie prévue le 29 juin 2011 en France.